# Somerset
Somerset este un comitat ceremonial al Angliei.

## Orașe din cadrul districtului
- Axbridge
- Bath
- Bridgwater
- Burnham-on-Sea
- Castle Cary
- Chard
- Clevedon
- Crewkerne
- Frome
- Glastonbury
- Highbridge
- Ilminster
- Keynsham
- Minehead
- Nailsea
- North Petherton
- Norton Radstock
- Portishead
- Shepton Mallet
- Somerton
- Street
- Taunton
- Watchet
- Wellington
- Wells
- Weston-super-Mare
- Wincanton
- Yeovil

## Personalități
Ritchie Blackmore -  nascut la data de 14 aprilie 1945, in orasul Weston-Super-Mare, Somerset, chitarist, fondatorul hard-rock-ului si a trupelor Deep Purple, Rainbow si Blackmore's Night.

## Vedeți și
- Listă de orașe din Regatul Unit